# بهاء طاهر
بهاء طاهر (زادهٔ ۱۳ ژانویه ۱۹۳۵ در جیزه - درگذشتهٔ ٢٧ اکتبر ٢٠٢٢) در استان جیزه مصر، نویسندهٔ مصری بود.

## تحصیلات
طاهر در سال ۱۹۵۶ با مدرک کارشناسی ادبیات از دانشگاه قاهره فارغ‌التحصیل شد. این نویسنده تحصیلات تکمیلی خود را تا سال ۱۹۷۳ در رشته رسانه‌های دیداری و شنیداری ادامه داد. طاهر تا سال ۱۹۷۵ به کار ترجمه، کارگردانی نمایش و گویندگی در تلویزیون مصر اشتغال داشت. در این سال ۱۹۷۵ در مصر ممنوع القلم شد و به ناچار مصر را ترک کرد و تا سال ۱۹۸۱ به عنوان مترجم در کشورهای مختلف آسیایی و آفریقایی دررفت و آمد بود. او از سال ۱۹۸۱ تا ۱۹۹۵ در ژنو به عنوان مترجم برای سازمان ملل متحد کار می‌کرد. طاهر در سال ۱۹۹۵ به مصر بازگشت.

## آثار
- شرق درخت خرما (۱۹۸۵)
- ضحی چنین گفت (۱۹۸۵)
- دیروز خوابت را دیدم (۱۹۷۲)
- عشق در تبعید (۱۹۹۵)
- نقطه نور
- نمی‌دانستم طاووس‌ها کجا پرواز می‌کنند
- زمستان ترس

بهاء طاهر در مجموعه داستان «انا الملک جئت» که از نخستین آثار اوست و در «خالتی صفیه و الدیر» که در میانه راه داستان‌نویسی او قرار دارد و در «واحه غروب» که واپسین
اثر اوست، به موضوع استعمار انگلیس در مصر پرداخته‌است.
حوادث رمان «خالتی الصفیه و الدیر» در روستایی در اطراف اقصر مصر رخ می‌دهد. بر اساس نظریه فیلیپ هامون (نظریه‌پرداز معاصر فرانسوی) شخصیت‌های مرجع در این رمان شخصیت‌های دینی هستند که در ذیل شخصیت‌های تاریخی می‌گنجد.
رمان «عشق در تبعید» در مورد روزنامه‌نگار تبعیدی است که یکی از شاهزاده های سعودی از او درخواست می‌کند که روزنامه ای را با سرمایه آن شاهزاده تأسیس کنند و سردبیری آن را هم برعهده بگیرد. این روزنامه‌نگار پس از تحقیق‌هایی که انجام می‌دهد متوجه می‌شود که آن شاهزاده ـ که مدعی تجارت اسب در اروپا است ـ شریک یکی از ثروتمندترین تاجران یهودی است. هدف این شاهزاده از سرمایه گذاری برای تأسیس یک روزنامه، نه قومی، نه عربی و نه ملی است. او تنها در پی قدرت است و با استفاده از ابزار رسانه و مطبوعات به دنبال جانشینی شاه عربستان و فشار آوردن بر دیگر شاهزاده‌ها و ولیعهد است. این روزنامه‌نگار در خلال تحقیقاتش متوجه کمک‌های مالی شاهزاده به ارتش اسرائیل برای حمله به اعراب می‌شود.
طاهر در رمان «نقطه النور» موضوعی واقعی و ملموس را طرح می‌کند که ظاهرا دراماتیک و در پیوندی عمیق با احساسات عشق، پدر و فرزندی، برادر و خواهری و… است.
در رمان «شرق النخیل» نویسنده از زبان یک دانشجوی فلسطینی، چگونگی همراهی انگلیسی ها و یهودیان صهیونیست را برای اشغال و غصب شهرها و خانه های فلسطینیان و فشارهای جسمانی و روحی ـ روانی نظامیان انگلیسی بر مبارزان فلسطینی برای تسلیم خانه و کاشانه شان را شرح می‌دهد.
رمان «واحه غروب» دارای دو شخصیت اصلی به نام محمود و کاترین است. محمود در پلیس مصر فعالیت دارد. دولت مصر به هواداری محمود از افکار سید جمال‌الدین اسدآبادی و احمد عرابی مظنون می‌شود. از این رو محمود به نقطه ای دوردست در قلب صحرا تبعید می‌شود.
نویسنده در آثار مختلف خود تحولات دوران ناصر و سپس انور سادات را، ناکام و به زیان سرنوشت مردم مصر ارزیابی می‌کند.

## ترجمه کتاب‌ها
رمان واحه غروب با ترجمه رحیم فروغی به همت انتشارات نیلوفر به فارسی ترجمه شده‌است.
این رمان به زبان‌های انگلیسی، فرانسوی، آلمانی، یونانی، نروژی، ایتالیایی و بوسنیایی نیز ترجمه شده‌است.
دو کتاب دیگر از این نویسنده با نام‌های عشق در تبعید و زمستان ترس با ترجمه رحیم فروغی به فارسی ترجمه و منتشر شده‌است.

## جوایز
طاهر برای نوشتن کتاب واحه غروب در سال ۲۰۰۸ برنده اولین دوره جایزه بوکر عربی شد.
طاهر جوایز دیگری ازجمله جایزه دولتی سپاس مصر، جایزه بهترین رمان ترجمه شده در ایتالیا و جایزه ادبی مبارک (سال ۲۰۰۹) را هم دریافت کرده‌است اما بها طاهر این جایزه را در سال ۲۰۱۱ در جریان اعتراضات مردم مصر علیه حسنی مبارک پس داد و گفت: وقتی دولت مبارک خون مردم شریف مصر را می‌ریزد او نمی‌تواند چنین جایزه‌ای را داشته باشد.
همچنین وزارت فرهنگ فلسطین، نشان غسان کنفانی را به پاس قدردانی از نقش این نویسنده مصری در پیشبرد ادبیات عرب، به طاهر اعطا کرد.